# Scincosaurus
Scincosaurus és un gènere extint de tetràpodes lepospòndils de l'ordre Nectridea que visqueren a la fi del període Carbonífer en el que avui és la República Txeca i França.